# Nocardia uniformis
Espèce
Nocardia uniformis est une espèce de bactéries de la famille des Nocardiaceae.

## Historique
La souche type de l'espèce Nocardia uniformis a été isolée d'un sol de type solonchak-solonetz dégradé situé dans la steppe d'Hortobágy dans l'est de la Hongrie en 1959 et nommée informellement N. uniformis avec les autres souches isolées au même endroit. Ce n'est qu'en 1999 que l'espèce est effectivement décrite comme une espèce à part entière.

## Description
Les Nocardia uniformis sont des bactéries aérobies non mobiles à coloration de Gram positives.Elles sont acide fast. Ce sont des actinomycètes formant des mycélium branchés qui se fragmentent en éléments bacillaires à coccoïdes. Leurs tailles sont de 0,7 à 1,1 µm de diamètre pour une longueur de 1,1 à 4,0 µm.
Le mycélium jaune-orange porte des Hyphes blanchâtres. En culture, les colonies sont convexes à irrégulières et leurs bordures sont filamenteuses.
Pour les caractéristiques biochimiques, ces bactéries sont positives au test catalase. Aucun pigment n'est formé. Ces bactéries sont peuvent dégrader l'ADN et l'ARN, la guanine et la L-tyrosine, l'élastine, la xanthine et l'hypoxanthine, la testostérone, le Tween 20 et le tween 80, et l'amidon. L'esculine, l'allantoïne, l'arbutine et l'urée sont hydrolysés. Elles réduisent le nitrate par contre aucune activité n'est observée pour le test hippurate. Elles sont aussi oxydase négatives.
La souche type de N. uniformis possède des caractéristiques des Nocardiaceae, c'est-à-dire qu'elle contient de l'acide meso-diaminopimélique ainsi que des quantités majoritaires d'arabinose et de galactose dans sa paroi classée chimiotype IV selon la définition de Lechevalier & Lechevalier (1970). Cette espèce contient aussi des quantités majoritaires de ménaquinone hexa-hydrogénées avec huit unités isoprènes dont les deux terminaisons sont cyclisées.

## Taxonomie
Le nom correct complet (avec auteur) de ce taxon est Nocardia uniformis (ex Marton & Szabó 1959) Isik et al. 1999.
La souche type de cette espèce a été déposée dans les banques de culture bactériennes sous le numéro JCM 3224 (mais aussi sous les numéros CBS 224.60, DSM 43136, IFO 13702, et NCIB 963.

### Étymologie
L'étymologie du nom spécifique de N. uniformis est la suivante : u.ni.for.mis. L. masc./fem. adj. uniformis, qui n'a qu'une forme, uniforme.

### Phylogénie
Les analyses phylogéniques de l'ARNr 16S montrent que cette espèce appartient au genre Nocardia et est proche de l'espèce N. otitidiscaviarum mais distincte avec 98,1 % d'homologie.